# Долин, Пётр Иванович
Пётр Иванович Долин (09.01.1909 — 18.10.1989) — советский электрохимик, специалист в области радиационной химии воды и водных растворов, доктор химических наук, профессор, лауреат Сталинской премии.
Родился в д. Поляны Весьегонского уезда Тверской губернии (сейчас Краснохолмский район).
Окончил Ленинградский химико-технологический институт им. Ленсовета (1934). В 1934—1936 гг. работал в Москве на опытном заводе синтетического каучука. В 1936—1941 гг. научный сотрудник НИФХИ и Коллоидно-электрохимического института (КЭИН) АН СССР.
В 1941—1945 гг. служил в армии, инженер-майор.
Демобилизовался 02.08.1945 и поступил на работу в ИФХ (Институт физической химии) (бывший КЭИН). Участник советской атомной программы (работы в области радиационной химии).
Лауреат Сталинской премии по Постановлению СМ СССР № 4964-2148сс/оп (06.12.1951) — за разработку методов борьбы с коррозией на диффузионном заводе.
С 1958 г. работал Институте электрохимии (ИЭЛАН), созданном по инициативе А. Н. Фрумкина на базе Отдела электрохимии Института физической химии, заведующий лабораторией и отделом радиационной химии.
Совместно с А. Н. Фрумкиным и Б. В. Эршлером дал первое экспериментальное определение скорости разряда ионов водорода на катоде, которое было принципиально для подтверждения теории А. Н. Фрумкина о замедленном разряде.
Доктор химических наук, профессор.  Заместитель главного редактора журнала «Химия высоких энергий».
Награждён орденом Трудового Красного Знамени и медалями.
Сочинения:
- Радиолиз воды в присутствии Н2 и О2 под действием излучения реактора, осколков деления и рентгеновского излучения [Текст] / П. И. Долин, Б. В. Эршлер. — Москва : [б. и.], 1955. — 30 с. : ил.; 22 см. — (Доклады, представленные СССР на Международную конференцию по мирному использованию атомной энергии;
- Теория и методы радиационной химии воды / В. Н. Шубин, С. А. Кабакчи, П. И. Долин. - Москва : Наука, 1969. - 215 с. : ил.
- Радиационная очистка воды [Текст] / П. И. Долин, В. Н. Шубин, С. А. Брусенцева ; АН СССР. Ин-т электрохимии. — Москва : Наука, 1973. — 151 с., 1 л. табл. : граф.; 20 см.
- Радиационные эффекты в полимерах. Электрические свойства / А. В. Ванников, В. К. Матвеев, В. П. Сичкарь, А. П. Тютнев; [Отв. ред. П. И. Долин]. — Москва : Наука, 1982. — 271 с. : ил.; 22 см;
- П. И. Долин, сб. работ по радиационной химии, Изд — во АН СССР, 1955, 1.
- П. И. Долин, сб. работ по радиационной химии, Изд — во АН СССР, 1955, 24.